# Rosa henryi
Rosa henryi là loài thực vật có hoa trong họ Hoa hồng. Loài này được Boulenger miêu tả khoa học đầu tiên năm 1933.